# The Oval
The Oval je fotbalový stadion v severoirském Belfastu. Jeho domácím týmem je Glentoran FC. První domácí utkání Glentoranu se zde konalo v roce 1892. Roku 1941 byl zničen bombami nacistického Německa během akce Blitz, ke znovuotevření došlo v roce 1948 za pomoci týmů Crusaders FC a Distillery FC.